# Século Asiático
O Século Asiático  é uma denominação dada para caracterizar o século XXI, onde as nações da Ásia (representadas, sobretudo, por República Popular da China e Índia) irão dominar a cultura e a política mundial, assim como o século XX é frequentemente chamado de Século Americano e o século XIX de Século Britânico.
A origem da expressão Século Asiático se deu no final da década de 1980, quando o líder da República Popular da China, Deng Xiaoping, e o primeiro-ministro da Índia, Rajiv Gandhi, se encontraram em 1988. Anterior a isso, em 1985, apareceu um áudio no Comitê de Relações Exteriores do Senado Americano confirmando tal termo, hoje popularmente utilizado na mídia.
As razões para a Ásia liderar a geopolítica mundial são de que o continente possui a maior população e na previsão de possuir a maior economia do mundo. Ainda que as superpotências sejam a República Popular da China e a Índia, o termo também inclui demais países do Leste asiático, Ásia Meridional, Ásia Central e Sudeste Asiático. Rússia pode ser considerada área da economia asiática, mas usualmente esse termo não se refere a tal nação.
Alguns pensadores incluem o Japão ao lado de República Popular da China e Índia como principais superpotências do Século Asiático, devido ao seu alto desenvolvimento tecnológico e econômico.
Em 2011 um estudo pelo Banco Asiático de Desenvolvimento perceberam que uns adicionais 3 mil milhões asiáticos podiam ter padrões de vida similares àqueles na Europa atualmente, e a região podia contar com mais de metade da produção mundial em meados deste século.